# Piotr Abraszewski
Piotr Abraszewski (n. 1905, Zamość – d. 1996, San Francisco) a fost un pictor polonez născut în Zamość, Polonia. Studiile de pictură le-a efectuat la Academia de Arte Frumoase din Varșovia cu profesorul M. Kotarbinski în perioada 1928-1934.  Devine profesor asistent la Academie în anul 1935. Între 1936 și 1939 el a predat la Academie și în alte școli din Varșovia.

## Biografie
Când Germania nazistă a atacat Polonia la 1 septembrie 1939, naziștii germani au început să adune și să omoare intelectualitatea locală (vezi: Operațiunea Tannenberg) și au interzis toate instituțiile de învățământ superior, cu excepția celor profesionale. Abraszewski a supraviețuit în cinci lagăre  de concentrare naziste diferite, inclusiv lagărul de muncă Wildflecken și Mauthausen, unde a făcut grafică și multe schițe.
Dorind să se întoarcă în Polonia, după cel de al doilea război mondial, Abraszewski a petrecut mai mulți ani prin taberele de persoane strămutate din Germania. În anul 1949, Abraszewski a emigrat împreună cu soția sa, absolventă a Academiei de Artă din Varșovia,  în America și s-a stabilit în San Francisco.  Piotr Abraszewski a pictat peisaje din San Francisco în acuarelă și ulei.
Visul lui Piotr Abraszewski a fost să picteze fresce în biserici și clădiri publice. La mijlocul anilor 1950 a lucrat ca artist la The Emporium, în San Francisco. Multe din picturile sale se găsesc expuse la M. H. de Young Memorial Museum din Golden Gate Park. Piotr Abraszewski a fost membru al Fundației poloneze de Artă și Cultură înființată în anul 1966 din San Francisco unde a participat cu o mulțime de lucrări.
Piotr Abraszewski a murit în anul 1992 și și-a donat întreaga colecție de artă Fundației poloneze de Artă și Cultură. Unele din aceste lucrări sunt acum în colecții private.

## Opera
Piotr Abraszewski a pictat peisaje din Europa și o serie de uleiuri și acuarele din San Francisco. Cu mulți ani înainte ca Abraszewski să se îmbolnăvească, zece din picturile sale au fost fotografiate și au fost multiplicate pe cărți poștale.